# 灯市口站
灯市口站是一个位于中国北京市东城区东华门街道、建国门街道交界东四南大街、金鱼胡同、金宝街交叉口北侧，属于北京地铁5号线的地铁车站。車站色調為橙黃色。

## 车站设计

### 车站楼层
这座车站为地下车站，岛式站台设计。
| 地面层          | 出入口                  | A-C出入口                        |
| 地下一层 站厅层 | 站厅                    | 客务中心、自动售票机、进出站闸机 |
| 地下二层 站台层 |                         | █ 5号线往天通苑北（东四）        |
| 地下二层 站台层 | 岛式站台，左側開门      |                                  |
| 地下二层 站台层 | █ 5号线往宋家庄（东单） |                                  |

### 站厅

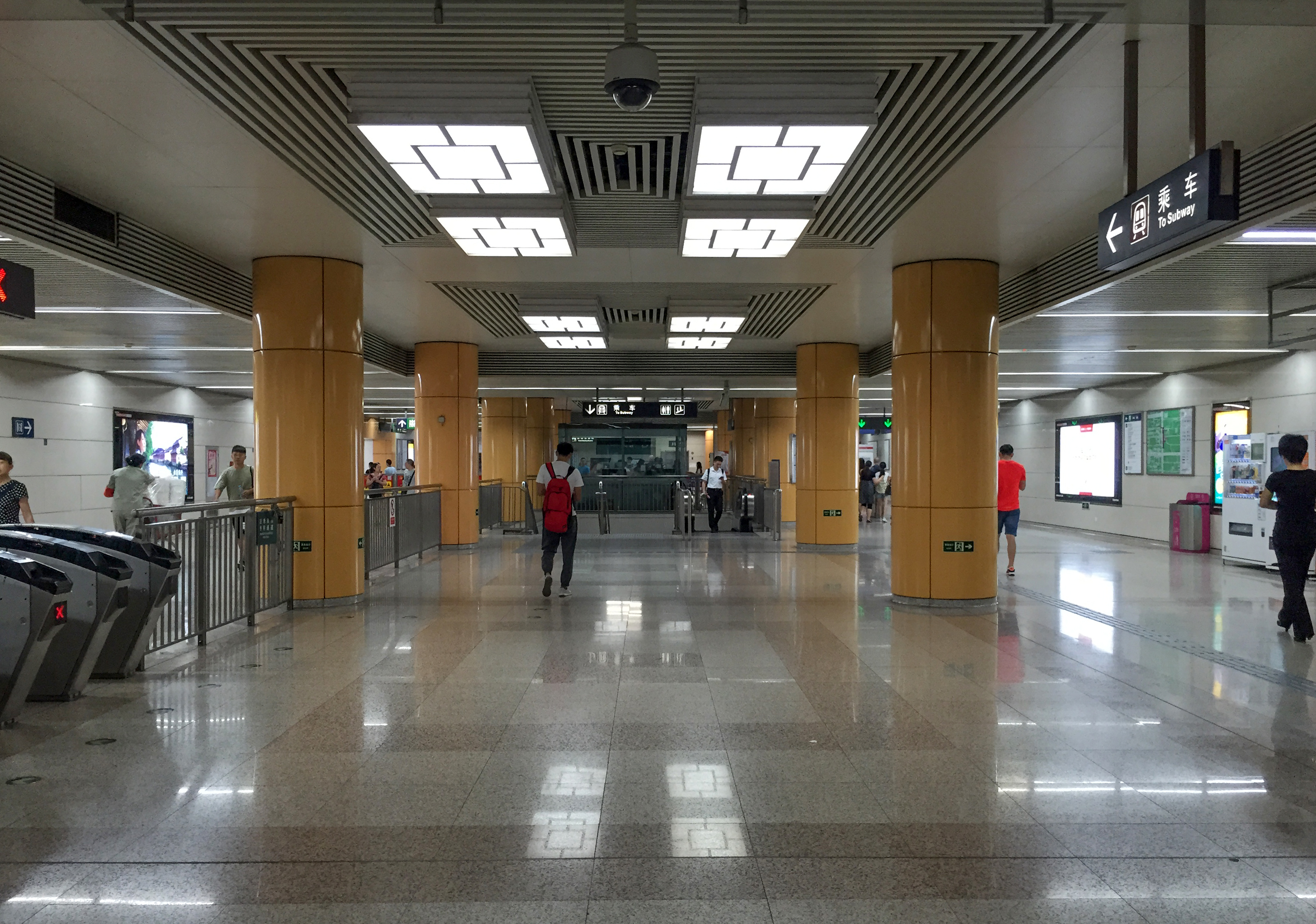
车站大堂（2017年7月摄）

灯市口站的站厅位于东四南大街地下。

### 站台
灯市口站设有1个岛式站台，位于东四南大街地底。

## 出口
这座车站有2个出入口：A（西北）、C（东北）。各出入口均设有指示牌显示出入口周边的建筑物及设施列表。
|                           |            |                                                                                    |      |                |
| 编号                      | 指示       | 建议前往的目的地                                                                   | 图片 | 无障碍设施图片 |
| 出口 · A                  | 东单北大街 | 东单北大街、王府井步行街、甘雨胡同、金鱼胡同、北京王府井银泰in88、中国儿童艺术剧院 |      | 不適用         |
| 出口 · C · 轮椅升降台标志 | 金宝街     | 金宝街、干面胡同、金宝大厦、市二十四中                                             |      |                |
| 註： 設有輪椅升降台       |            |                                                                                    |      |                |